# Anne Kursinski
Anne Kindig Kursinski (Los Ángeles, 16 de abril de 1959) es una jinete estadounidense que compitió en la modalidad de salto ecuestre.
Participó en tres Juegos Olímpicos de Verano, obteniendo dos medallas de plata en la prueba por equipos: en Seúl 1988 (junto con Gregory Best, Lisa Ann Jacquin y Joseph Fargis) y en Atlanta 1996 (con Peter Leone, Leslie Burr-Howard y Michael Matz), y el quinto lugar en Barcelona 1992, en la misma prueba.
Ganó dos medallas de oro en los Juegos Panamericanos de 1983, en las pruebas individual y por equipos.

## Palmarés internacional
| Juegos Olímpicos     | Juegos Olímpicos         | Juegos Olímpicos | Juegos Olímpicos |
| Año                  | Lugar                    | Medalla          | Categoría        |
| -------------------- | ------------------------ | ---------------- | ---------------- |
| 1988                 | Seúl (Corea del Sur)     | Medalla de plata | Por equipos      |
| 1996                 | Atlanta (Estados Unidos) | Medalla de plata | Por equipos      |
| Juegos Panamericanos |                          |                  |                  |
| Año                  | Lugar                    | Medalla          | Categoría        |
| 1983                 | Caracas (Venezuela)      | Medalla de oro   | Individual       |
| 1983                 | Caracas (Venezuela)      | Medalla de oro   | Por equipos      |